# Hawley (Pennsylvania)
Hawley ist ein Borough im US-amerikanischen Bundesstaat Pennsylvania. Das U.S. Census Bureau hat bei der Volkszählung 2020 eine Einwohnerzahl von 1.229 ermittelt. 
Der am U.S. Highway 6 gelegene Ort ist nach Irad Hawley, dem ersten Präsidenten der Pennsylvania Coal Company, benannt.

## Persönlichkeiten
- Homer Bigart (1907–1991), Journalist
- Irad Hawley (1794–1865), Industrieller